# Società delle Autostrade Serenissima
La Società delle Autostrade Serenissima (in precedenza Società delle Autostrade di Venezia e Padova) è una tra le prime e più datate società autostradali italiane, fondata nel 1928.
Fino al 30 novembre 2009 è stato l'ente esercente del tratto dell'Autostrada A4 Torino - Trieste dallo svincolo di Padova Est fino all'interconnessione ovest con l'A57, e del tratto dell'A57-tangenziale di Mestre dall'interconnessione ovest con l'A4 fino allo svincolo del Terraglio. La stessa società ha gestito anche il raccordo autostradale che dall'A27 porta all'aeroporto di Venezia.
La rete autostradale in concessione alla Società delle Autostrade di Venezia e Padova si sviluppava per una lunghezza totale di 41,8 km.
Dal 1º dicembre 2009 è cessata la convenzione con l'ANAS la gestione è passata a CAV - Concessioni Autostradali Venete S.p.A.

## Azionisti
Al 19 aprile 2018:
- Gruppo Mantovani-FIP
  - Impresa di costruzioni ing.E.Mantovani Spa - 51,99%
  - Serenissima Holding Spa - 11,70%[3]
- Argo Finanziaria Spa unipersonale - 36,31%